# Recht van de Europese Unie

Europese Unie

Dit artikel handelt over het recht van de Europese Unie.
De Europese Unie is uniek vergeleken met andere internationale organisaties in zoverre dat er een uiterst complex en hoog ontwikkeld systeem van intern recht bestaat dat supranationale werking en directe werking heeft binnen de autonome rechtsorde van de lidstaten (communautaire rechtsorde). Een verschil met de Verenigde Staten is dat het Europese recht wel derogeert aan het nationale recht van de lidstaten. Dat heeft het Hof van Justitie van de Europese Unie namelijk beslist in twee arresten: Van Gend en Loos en Costa/ENEL. Onverschillig of een lidstaat ten aanzien van het internationale recht een monistisch of dualistisch stelsel hanteert, kent de EU een eigen rechtsorde. Deze rechtsorde heeft voorrang bij eventuele strijdigheid met nationale wetgeving van de lidstaten. Het Europees recht staat dus boven nationaal recht (zelfs boven de grondwet), maar ook boven internationaal recht.
Er bestaan drie bronnen van gemeenschapsrecht:
- primair recht: de verdragen van de Europese Unie
- secundair recht: verordeningen, richtlijnen, besluiten, aanbevelingen en adviezen; daarnaast kan de EU ook internationale verdragen sluiten
- uitspraken van het Hof van Justitie, het Gerecht en het Gerecht voor ambtenarenzaken van de Europese Unie.

## Primair recht
De verdragen van de Europese Unie vormen het primaire recht van de EU. Deze verdragen zijn:
- Verdrag betreffende de Europese Unie
- Verdrag betreffende de werking van de Europese Unie
- Verdrag tot oprichting van de Europese Gemeenschap voor Atoomenergie
- De verschillende toetredingsverdragen

NB: De verschillende protocollen worden ook beschouwd als een bron van primair recht.

## Secundair recht
Het secundair unierecht bestaat uit recht dat is afgeleid van het primair unierecht. Terwijl het primair recht tot stand komt door de lidstaten - zij sluiten immers de Europese verdragen af - bestaat het secundair recht uit normen die de instellingen van de Europese Unie zelf creëren.
De belangrijkste onderdelen van het secundair recht zijn de besluiten die artikel 288 van het Verdrag betreffende de werking van de Europese Unie opsomt. Dit zijn de verordeningen, richtlijnen, besluiten, aanbevelingen en adviezen. Elk van deze wetgevende akten wordt vastgesteld door een van de wetgevingsprocedures van de Europese Unie.
Daarnaast behoren tot het secundair recht ook besluiten die het interne functioneren van de instellingen van de Europese Unie regelen, zoals huishoudelijke reglementen of afspraken tussen de instellingen.
Het secundair unierecht komt geleidelijk tot stand en ontwikkelt zich steeds verder. Het is het recht dat door de Europese Unie opgelegd wordt aan de lidstaten. Door de uitvaardiging ervan wordt de Europese rechtsorde in de loop der tijd uitgebreid.
De Europese Grondwet voorzag in een sterke vereenvoudiging van de rechtsinstrumenten en in het hernoemen van de Europese verordening en de Europese richtlijn in respectievelijk Europese wet en Europese kaderwet, maar bij het Verdrag van Lissabon is men daarvan afgestapt.

## Uitspraken van het Europees Hof van Justitie (Tertiair recht)
In de arresten Van Gend en Loos (1963) en Costa/ENEL (1964) heeft het Europees Hof van Justitie geoordeeld, dat binnen de Europese Unie een autonome rechtsorde bestaat. Het Hof van Justitie acht zich bekwaam om uitspraak te doen over bepaalde zaken. Deze zijn van supranationale werking, deze krijgt dus voorrang over nationaal recht.

## Rechtsbeginselen
Tot slot bestaan er verschillende geschreven, maar vooral ook ongeschreven rechtsbeginselen. Deze beginselen werken top-down, van de Unie naar de lidstaten, hoewel de oorsprong vaak bottom-up is. De Unie neemt namelijk beginselen over uit de tradities van de nationale rechtsstelsels. Hoewel het vaak gaat om ongeschreven regels, die, zoals de naam doet vermoeden, slechts beginselen zijn, vormen ze wel degelijk een belangrijke bron van Europees recht. Zo kan in een zaak bij het Europees Hof van Justitie een rechtsbeginsel grond zijn voor een slagend beroep en zijn de instellingen en lidstaten van de Unie verplicht bepaalde rechtsbeginselen in acht te nemen bij het nemen van een besluit. 
De Europese rechtsbeginselen kunnen worden gecategoriseerd in 4 groepen:
1. Algemene Rechtsbeginselen - rechtszekerheidsbeginsel, evenredigheidsbeginsel, etc.
2. Beginselen specifiek voor de EU: loyaliteitsbeginsel, effectiviteitsbeginsel, etc.
3. Beginselen gericht tot de EU instellingen: integratiebeginsel, beginsel van goed bestuur, etc.
4. Fundamentele rechten: De bepalingen uit het EVRM en sommige nationale mensenrechtenbepalingen worden o.g.v. art. 6 VEU beschouwd als rechtsbeginselen binnen het Unierecht.